# Lee Raymond
Lee R. Raymond, tekn. dr, född 13 augusti 1938 i Watertown, South Dakota, är en amerikansk pensionerad företagsledare som var styrelseordförande, president och vd för världens största icke-statliga petroleumbolag, amerikanska Exxon Mobil Corporation mellan åren 1999 och 2005 när han gick i pension och efterträddes av Rex Tillerson. Innan dess var han president och vd för Exxon Corporation från 1993 och fram tills Exxon och Mobil Corporation fusionerades med varandra år 1999.
Han avlade en kandidatexamen vid University of Wisconsin och en doktor vid University of Minnesota i kemiteknik.
Raymond blev skickad av Exxon 1963 till Tulsa, Oklahoma för att arbeta som forskningsingenjör med inriktning på produktion av petroleum och de kommande 14 åren fick han flera befordringar, och till slut hamnade han på den västindiska ön Aruba, där han fick huvudansvaret att förvandla Exxon:s förlusttyngda petroleumverksamhet till att generera vinst. Innan Raymond fick den positionen hade verksamheten gått back med $10 miljoner per månad. Efter att Raymond lyckades skära ner på utgifterna, och övertyga Venezuela om att förse verksamheten med extra tung råolja, gav det effekt i boksluten och den negativa trenden vändes till att gå med en vinst på $25 miljoner per månad. Hans lyckade arbete gav eko i Exxons ledning och han blev 1981 utsedd till vicepresident för Exxon Enterprises. Han fick helt fria tyglar för att få bolaget att generera vinst, det ledde till att flera ej lönsamma avdelningar och dotterbolag lades ner eller såldes. Efter detta blev Raymond utnämnd till högsta ansvariga för Esso Inter-America, Inc., det var det företag som genererade flest vd och andra toppjobb till hela Exxonkoncernen.
1993 gick den dåvarande vd:n Lawrence G. Rawl i pension och Raymond utnämndes till efterträdare. Exxon växte alltmer för varje år som gick under Raymonds ledning och 1996 låg vinstmarginalen på hela 14,7%. Detta imponerade på analytikerna, även om det spekulerades om att Exxon var redan tillräckligt stora för att kunna åstadkomma såna vinstmarginaler. Han blev känd som hänsynslös på att trimma kostnaderna och skar årligen bort $1,2 miljarder.
1998 blev det känt att Exxon Corporation och Mobil Corporation skulle fusioneras med varandra och Raymond var klar över att Exxon inte skulle förlora något på fusionen, även om Federal Trade Commission (FTC) skulle kräva avyttringar för de båda bolagen för att inte rubba konkurrensen, för att det nya bolaget inte skulle få en alltför dominant roll på marknaden. I och med detta såldes oljeraffinaderier, servicestationer och andra tillgångar för $3 miljarder. 1999 blev det officiellt att Exxon och Mobil gick samman och bildade Exxon Mobil Corporation. Både Exxon och Mobil förväntade sig att kunna spara $2,8 miljarder per år och hade planer på att trimma det nya bolaget genom att reducera arbetsstyrkan med 9 000 jobb eller 7,3% av den totala arbetsstyrkan. Exxon försvarade affären med att poängtera att det var den svåra prispressen på petroleum, möjligheten att bli mer effektiva och konkurrensen från utlandet som ledde till detta. Bolaget ökade sin vinst med $1,2 miljarder första året och beräknade att vinsten skulle öka med $2,5 miljarder för år 2003. Raymond fortsatte att aggressivt skära ner på kostnaderna och eliminerade betydligt fler jobb än vad som hade sagts i början, rättare sagt 16 000 jobb varav 2 000 chefspositioner under de fyra första åren efter fusionen, den årliga besparingen beräknades till $3,8 miljarder. Finansbranschen och aktiemarknaden var lyriska över detta och aktierna i Exxon Mobil sköt i höjden.
2001 blev han utnämnd till ledamot i koncernstyrelsen för det globala finansbolaget J.P. Morgan Chase.
2002 framkom det att fördelarna med fusionen av Exxon och Mobil var betydligt större än vad det beräknades från första början. Analyserna visade då att det skulle ge $4 miljarder i förtjänst på effektiviserad produktion för det året men det var snarare $7 miljarder för 2002 års första kvartal. Ett år senare var det $8 miljarder.
2005 blev det känt att Raymond skulle pensionera sig från positionerna inom Exxon Mobil och senare under samma år efterträddes han av Rex Tillerson. Raymond hade tjänat mer än $286 miljoner på sina toppositioner inom Exxon och ExxonMobil sedan 1993. Exxon Mobil åtog sig att betala ut cirka $400 miljoner i avgångsvederlag (fallskärm) åt Raymond, hans sista år i företaget resulterade i $140 miljoner i slutlön, aktier, optioner och pensionsvederlag. De resterande $258 miljoner betalas ut i aktier och optioner över flera år framåt. Hans fallskärm är den näst största hittills som har betalats ut till en företagsledare i USA, bara Walt Disney Company:s dåvarande vd Michael Eisners fallskärm var mer lukrativ, den var värd $550 miljoner 1997.